# Oleksandr Andrijevskyj
Oleksandr Petrovytsj Andrijevskyj (Oekraïens: Олександр Петрович Андрієвський; Kiev, 25 juni 1994) is een Oekraïens voetballer die doorgaans speelt als middenvelder. In januari 2025 verruilde hij Dynamo Kiev voor Polissja Zjytomyr. Andrijevskyj maakte in 2017 zijn debuut in het Oekraïens voetbalelftal.

## Clubcarrière
Andrijevskyj speelde in de jeugd van Dynamo Kiev, voor hij via Atlet Kiev bij Metalist Charkiv terechtkwam. Voor deze club maakte hij in het seizoen 2011/12 zijn professionele debuut. Op 10 mei 2012 werd gespeeld op bezoek bij Vorskla Poltava in de Premjer Liha. Namens die club kwamen Oleksij Koerylov en Vitalie Bordian tot scoren en door treffers van Marko Dević en Serhij Psjenytsjnykh eindigde het duel in 2–2. Andrijevskyj moest van coach Myron Markevytsj op de reservebank beginnen en viel tien minuten voor het einde in voor Marlos.
Na drie seizoenen met daarin twee optredens werd de middenvelder verhuurd aan Hirnyk-Sport. Na afloop van deze verhuurperiode van een half seizoen keerde Andrijevskyi terug naar de club waar hij ooit in de jeugd begonnen was: Dynamo Kiev. In het restant van het seizoen 2014/15 speelde hij nog twee officiële wedstrijden, maar daarna kwam hij niet meer aan spelen toe. Na een jaar zonder speelminuten nam Tsjornomorets Odessa de middenvelder op huurbasis over. Voorafgaand aan het seizoen 2017/18 werd Andrijevskyj vervolgens gehuurd door Zorja Loehansk. Andrijevskyj stapte in januari 2025 transfervrij over naar Polissja Zjytomyr.

## Clubstatistieken
| Seizoen | Club                   | Competitie   | Competitie | Competitie | Beker | Beker | Internationaal | Internationaal | Totaal | Totaal |
| Seizoen | Club                   | Competitie   | Wed.       | Dlp.       | Wed.  | Dlp.  | Wed.           | Dlp.           | Wed.   | Dlp.   |
| ------- | ---------------------- | ------------ | ---------- | ---------- | ----- | ----- | -------------- | -------------- | ------ | ------ |
| 2011/12 | Metalist Charkiv       | Premjer Liha | 1          | 0          | 0     | 0     | —              | —              | 1      | 0      |
| 2012/13 | Metalist Charkiv       | Premjer Liha | 1          | 0          | 0     | 0     | —              | —              | 1      | 0      |
| 2013/14 | Metalist Charkiv       | Premjer Liha | 0          | 0          | 0     | 0     | —              | —              | 0      | 0      |
| 2014/15 | → Hirnyk-Sport         | Persja Liha  | 15         | 5          | 1     | 0     | —              | —              | 16     | 5      |
| 2014/15 | Dynamo Kiev            | Premjer Liha | 1          | 0          | 1     | 0     | 0              | 0              | 2      | 0      |
| 2015/16 | Dynamo Kiev            | Premjer Liha | 0          | 0          | 0     | 0     | 0              | 0              | 0      | 0      |
| 2016/17 | → Tsjornomorets Odessa | Premjer Liha | 24         | 3          | 1     | 0     | —              | —              | 25     | 3      |
| 2017/18 | → Zorja Loehansk       | Premjer Liha | 18         | 3          | 1     | 0     | 6              | 0              | 25     | 3      |
| 2018/19 | Dynamo Kiev            | Premjer Liha | 12         | 0          | 1     | 0     | 3              | 0              | 16     | 0      |
| 2019/20 | Dynamo Kiev            | Premjer Liha | 7          | 0          | 3     | 0     | 1              | 0              | 11     | 0      |
| 2020/21 | Dynamo Kiev            | Premjer Liha | 14         | 1          | 2     | 0     | 8              | 0              | 24     | 1      |
| 2021/22 | Dynamo Kiev            | Premjer Liha | 8          | 0          | 1     | 0     | 2              | 0              | 11     | 0      |
| 2022/23 | Dynamo Kiev            | Premjer Liha | 16         | 3          | 0     | 0     | 5              | 0              | 21     | 3      |
| 2023/24 | Dynamo Kiev            | Premjer Liha | 22         | 1          | 1     | 0     | 2              | 0              | 25     | 1      |
| 2024/25 | Dynamo Kiev            | Premjer Liha | 7          | 0          | 1     | 0     | 5              | 0              | 13     | 0      |
| 2024/25 | Polissja Zjytomyr      | Premjer Liha | 12         | 1          | 2     | 0     | —              | —              | 14     | 1      |
| Totaal  | Totaal                 | Totaal       | 158        | 17         | 15    | 0     | 32             | 0              | 205    | 17     |

Bijgewerkt op 3 juli 2025.

## Interlandcarrière
Andrijevskyj maakte zijn debuut in het Oekraïens voetbalelftal op 10 november 2017, toen een vriendschappelijke wedstrijd gespeeld werd tegen Slowakije. Door doelpunten van Andrij Jarmolenko en Jevhen Konopljanka en een tegentreffer van Lukáš Štetina won Oekraïne het duel met 2–1. Andrijevskyj moest van bondscoach Andrij Sjevtsjenko op de reservebank beginnen en hij mocht dertien minuten voor het einde van de wedstrijd invallen voor Marlos. De andere Oekraïense debutanten dit duel waren Artem Sjabanov (Olimpik Donetsk), Serhij Mjakoesjko (Karpaty Lviv) en Joerij Kolomojets (Vorskla Poltava). Andrijevskyj werd in april 2021 door Sjevtsjenko opgenomen in de voorselectie voor het uitgestelde EK 2020. Hij haalde de definitieve schifting niet, omdat hij moest afzeggen vanwege een blessure.
| Interlands van Oleksandr Andrijevskyj voor Oekraïne | Interlands van Oleksandr Andrijevskyj voor Oekraïne | Interlands van Oleksandr Andrijevskyj voor Oekraïne | Interlands van Oleksandr Andrijevskyj voor Oekraïne | Interlands van Oleksandr Andrijevskyj voor Oekraïne | Interlands van Oleksandr Andrijevskyj voor Oekraïne |
| №                                                   | Datum                                               | Wedstrijd                                           | Uitslag                                             | Competitie                                          | Goals                                               |
| Als speler bij Zorja Loehansk                       | Als speler bij Zorja Loehansk                       | Als speler bij Zorja Loehansk                       | Als speler bij Zorja Loehansk                       | Als speler bij Zorja Loehansk                       | Als speler bij Zorja Loehansk                       |
| --------------------------------------------------- | --------------------------------------------------- | --------------------------------------------------- | --------------------------------------------------- | --------------------------------------------------- | --------------------------------------------------- |
| 1                                                   | 10 november 2017                                    | Oekraïne – Slowakije                                | 2 – 1                                               | Vriendschappelijk                                   |                                                     |

Bijgewerkt op 3 juli 2025.

## Erelijst
| Premjer Liha           | 2 | 2014/15, 2020/21          |
| Koebok Oekrajiny       | 3 | 2014/15, 2019/20, 2020/21 |
| Soeperkoebok Oekrajiny | 3 | 2018, 2019, 2020          |